# Sarah Stieger
Sarah Stieger (25 de agosto de 1979) es una deportista alemana que compitió en ciclismo de montaña en las disciplinas de descenso y eslalon dual. Ganó dos medallas en el Campeonato Europeo de Ciclismo de Montaña, oro en 2001 y bronce en 2000.

## Palmarés internacional
| Campeonato Europeo | Campeonato Europeo | Campeonato Europeo | Campeonato Europeo |
| Año                | Lugar              | Medalla            | Competición        |
| ------------------ | ------------------ | ------------------ | ------------------ |
| 2000               | Vars (Francia)     | Medalla de bronce  | Dual               |
| 2001               | Livigno (Italia)   | Medalla de oro     | Descenso           |